# Liceu Edson Queiroz
O Liceu Edson Queiroz foi uma escola secundária pública da cidade de Cascavel, no estado brasileiro do Ceará.
O Liceu, que tinha capacidade para atender a 1.800 alunos, foi inaugurado no dia 15 de fevereiro de 2005. O Liceu homenageava Edson Queiroz, empresário nascido na cidade de Cascavel.
A cerimônia de inauguração teve a presença do então governador do Ceará, Lúcio Alcântara, do prefeito Eduardo Florentino Ribeiro, vários políticos e da viúva do homenageado, Yolanda Queiroz, empresária e presidente do Grupo Edson Queiroz, além de uma grande massa popular que aguardava a inauguração.
A construção da escola foi um projeto de governo do então governador e hoje senador Tasso Jereissati. O Liceu Edson Queiroz faz parte do plano de criação de 14 liceus no estado, com avanço da qualidade da educação oferecida pelo estado e integração da escola com a comunidade.
Desde 2009, o Liceu funciona como escola de educação profissional e recebeu o nome de Escola Estadual de Educação Profissional Edson Queiroz, oferecendo o ensino médio e técnico, em horário integral.